# 士達孔拿

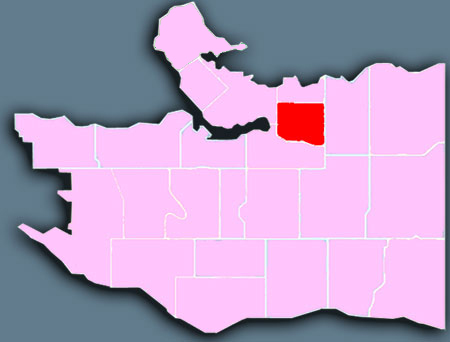
士達孔拿於溫哥華市内位置

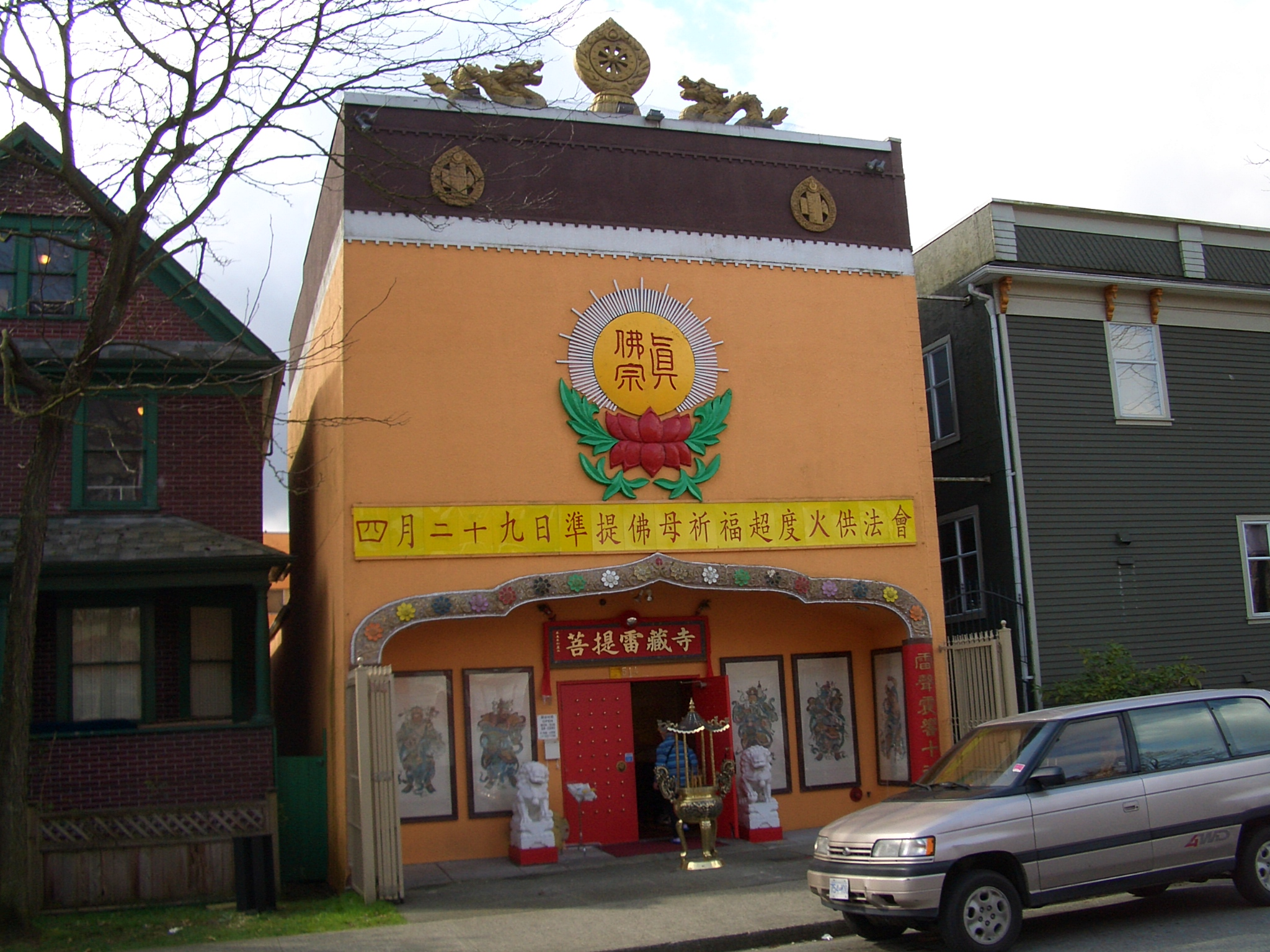
士達孔拿區内一座寺廟

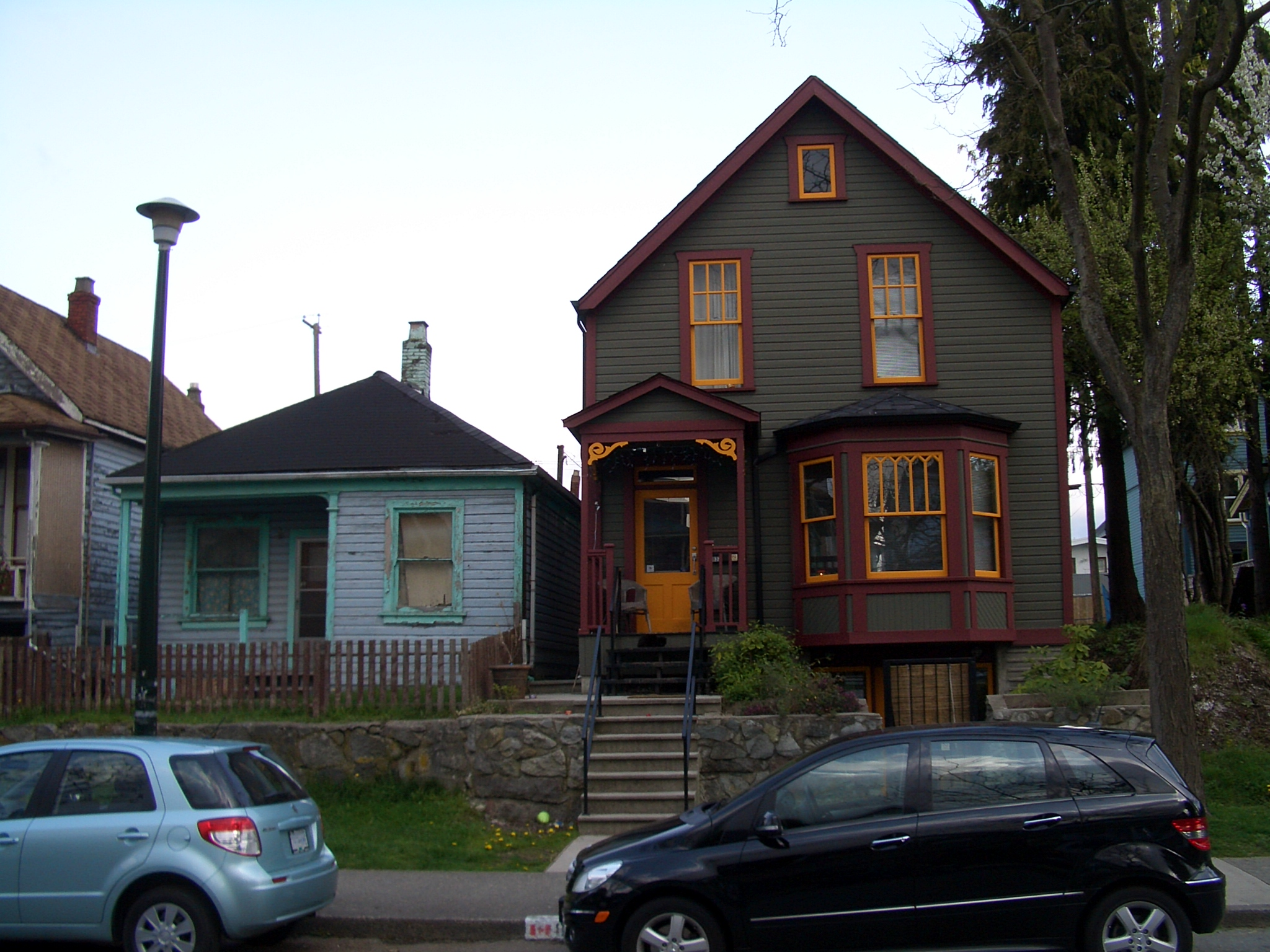
區内房屋，當中圖右的房屋被復修成剛落成時的模樣

士達孔拿是加拿大卑詩省溫哥華市内一個住宅區，西接溫哥華市中心、東鄰卡勒街、北臨溫哥華市中心東端、南面則與快樂山和前大北方鐵路（現為BNSF鐵路）的編組場為鄰。另外，市中心東端的廣義覆蓋範圍也包括了士達孔拿區。

## 歷史
士達孔拿區前稱「東區」（East End），是溫哥華市内最早建立的社區之一。東區發跡於喜士定磨坊一帶，而受惠於溫哥華作為全國鐵路西岸終點站的優勢，東區於往後年間亦迅速增長，逐步從布勒內灣往南拓展。到了1950年代，東區開始因為區内的士達孔拿小學而改稱士達孔拿區。另一方面，隨著限制華人進入加拿大的《1923年華人入境法令》（華人稱之為「排華法」）於1947年被推翻，華埠再現生氣，連帶士達孔拿區也出現人口增長，成為華埠的住宅區，兩者亦逐漸結合成一個相輔相承的社區。
然而，市政府規劃部於1950年代計劃於士達孔拿區進行重建工程，以一穜穜一色一樣的公共房屋取代固有的獨立屋。華裔居民陳李和順遂率領民眾組成士達孔拿區業主住客協會（Strathcona Property Owners and Tenants Association），爭取保留該區。現時裕仁街、歌雅街、登利維街和積善街一帶的公共房屋便是當年計劃的僅餘痕跡。
此外，市政府當年亦開始研究於市内興建高速公路網，市議會並於1967年宣佈具體計劃，當中來回8綫行車的南北向公路將取代卡路街的走綫，而東西向公路則大致於裕仁街和派亞街之間穿越士達孔拿區，兩者並於現裕仁街夾魁北克街西南處交匯。
為了落實此計劃，當局需於華埠、士達孔拿區和煤氣鎮一帶清拆多座建築物，令該帶面目全非。該三區的居民和商戶於是聯手反抗公路計劃，並獲其它主流團體（如溫哥華貿易局）聲援，遂於1968年逼使市政府放棄計劃。此舉不但成功挽救該帶的社區，更改變了溫哥華的城市規劃模式，為溫哥華日後的公共交通發展和市中心高密度化奠下基礎。
士達孔拿區逃過清拆命運後，於1968年獲聯邦、省和市政府撥款500萬加元以修葺區内的房屋、街道和行人路，以及建立新公園。

## 教育
士達孔拿區内有兩間小學，分別是士達孔拿小學（於1891年創辦），以及詩磨小學（於1900年創辦）。

## 人口
士達孔拿區的人口於2006年達11,920人，較2001年上升3%。13.5%的居民為19歲以下；23.5%介乎20至39歲；38.9%介乎40至64歲；24.0%居民為65歲或以上。43.9%的居民以英語為母語；以中文為母語的居民則有40.3%。家庭入息中位數為$15,558，而59.4%的居民為低收入戶。失業率為11.1%。

## 外部連結
- （英文）溫哥華市政府網頁 喜士定街沿線社區頁面 （页面存档备份，存于）－包括士達孔拿區在内
- （英文）Strathcona Business Improvement Association （页面存档备份，存于）－士達孔拿商業促進會網站